# PTT Pattaya Open 2014 - Qualificazioni singolare
Le qualificazioni del singolare  del PTT Pattaya Open 2014 sono state un torneo di tennis preliminare per accedere alla fase finale della manifestazione. I vincitori dell'ultimo turno sono entrati di diritto nel tabellone principale. In caso di ritiro di uno o più giocatori aventi diritto a questi sono subentrati i lucky loser, ossia i giocatori che hanno perso nell'ultimo turno ma che avevano una classifica più alta rispetto agli altri partecipanti che avevano comunque perso nel turno finale.

## Teste d serie
1. Ol'ga Alekseevna Pučkova (primo turno)
2. Aleksandra Krunić (qualificata)
3. Zarina Dijas (primo turno)
4. Anastasija Rodionova (ultimo turno)

1. Alla Kudrjavceva (qualificata)
2. Alexandra Dulgheru (qualificata)
3. Sachie Ishizu (ultimo turno)
4. Paula Kania (primo turno)

## Qualificate
1. Ol'ga Savčuk
2. Aleksandra Krunić

1. Alla Kudrjavceva
2. Alexandra Dulgheru

## Tabellone

### Legenda
| - Q = Qualificato - WC = Wild card - LL = Lucky loser | - ALT = Alternate - SE = Special Exempt - PR = Protected Ranking | - w/o = Walkover - r = Ritirato - d = Squalificato |

### Sezione 1
|  | primo turno | primo turno              | primo turno | primo turno | primo turno |  |  | ultimo turno | ultimo turno  | ultimo turno  | ultimo turno | ultimo turno |  |
|  |             |                          |             |             |             |  |  |              |               |               |              |              |  |
|  | 1           | Ol'ga Alekseevna Pučkova | 6           | 4           | 5           |  |  |              |               |               |              |              |  |
|  |             | Ol'ga Savčuk             | 4           | 6           | 7           |  |  |              | Ol'ga Savčuk  | Ol'ga Savčuk  | 6            | 6            |  |
|  |             | Risa Ozaki               | 0           | 6           | 5           |  |  | 7            | Sachie Ishizu | Sachie Ishizu | 0            | 2            |  |
|  | 7           | Sachie Ishizu            | 6           | 4           | 7           |  |  |              |               |               |              |              |  |

### Sezione 2
|  | primo turno | primo turno       | primo turno       | primo turno | primo turno |  |  | ultimo turno | ultimo turno      | ultimo turno      | ultimo turno | ultimo turno |  |
|  |             |                   |                   |             |             |  |  |              |                   |                   |              |              |  |
|  | 2           | Aleksandra Krunić | Aleksandra Krunić | 6           | 6           |  |  |              |                   |                   |              |              |  |
|  |             | Eléni Daniilídou  | Eléni Daniilídou  | 4           | 3           |  |  | 2            | Aleksandra Krunić | Aleksandra Krunić | 6            | 7            |  |
|  |             | Duan Yingying     | Duan Yingying     | 6           | 6           |  |  |              | Duan Yingying     | Duan Yingying     | 2            | 5            |  |
|  | 8           | Paula Kania       | Paula Kania       | 4           | 4           |  |  |              |                   |                   |              |              |  |

### Sezione 3
|  | primo turno | primo turno             | primo turno             | primo turno | primo turno |  |  | ultimo turno | ultimo turno     | ultimo turno     | ultimo turno | ultimo turno |  |
|  |             |                         |                         |             |             |  |  |              |                  |                  |              |              |  |
|  | 3           | Zarina Dijas            | Zarina Dijas            | 2           | 64          |  |  |              |                  |                  |              |              |  |
|  |             | Belinda Bencic          | Belinda Bencic          | 6           | 7           |  |  |              | Belinda Bencic   | Belinda Bencic   | 3            | 3            |  |
|  | WC          | Noppawan Lertcheewakarn | Noppawan Lertcheewakarn | 1           | 2           |  |  | 5            | Alla Kudrjavceva | Alla Kudrjavceva | 6            | 6            |  |
|  | 5           | Alla Kudrjavceva        | Alla Kudrjavceva        | 6           | 6           |  |  |              |                  |                  |              |              |  |

### Sezione 4
|  | primo turno | primo turno             | primo turno             | primo turno | primo turno |  |  | ultimo turno | ultimo turno         | ultimo turno | ultimo turno | ultimo turno |  |
|  |             |                         |                         |             |             |  |  |              |                      |              |              |              |  |
|  | 4           | Anastasija Rodionova    | Anastasija Rodionova    | 6           | 6           |  |  |              |                      |              |              |              |  |
|  |             | Alisa Klejbanova        | Alisa Klejbanova        | 4           | 4           |  |  | 4            | Anastasija Rodionova | 6            | 4            | 62           |  |
|  | WC          | Varatchaya Wongteanchai | Varatchaya Wongteanchai | 4           | 1           |  |  | 6            | Alexandra Dulgheru   | 3            | 6            | 7            |  |
|  | 6           | Alexandra Dulgheru      | Alexandra Dulgheru      | 6           | 6           |  |  |              |                      |              |              |              |  |